# 末政ひかる
末政 ひかる（すえまさ ひかる、1971年4月17日 - ）は、日本のイラストレーター、キャラクターデザイナー。株式会社てててん代表。「たれぱんだ」の生みの親として知られる。元多摩美術大学非常勤講師。

## 来歴
福岡県福岡市生まれ。福岡県立城南高等学校、福岡美術研究所を経て多摩美術大学美術学部グラフィックデザイン学科卒業。1995年、サンエックスにデザイナーとして入社。入社間もなく「たれぱんだ」を手がけ、同キャラクターは大ヒット、関連グッズが次々と生まれた。
日経ウーマンの第1回ウーマン・オブ・ザ・イヤー（2000年）のヒットメーカー部門で入賞。
2001年同社退社、株式会社てててんを設立。独立後も「ぴよだまり」、「ありさんのくらし」、「そるるんひめ」、「おにゃんこポン」などのキャラクタービジネスを手がけている。

## 著書
- たれぱんだ（小学館、1999年6月、ISBN 4096812110）
- たれごよみ（小学館、1999年9月、ISBN 4096812129）
- たれぱんだしーる（小学館、2000年2月、ISBN 4097343513）
- たれづくし たれぱんだふぁんぶっく（小学館、2000年3月、ISBN 4096812137）
- たれゆくままに きがつくとそばにいる。（小学館、2001年4月、ISBN 4096812145）
- おまけの小林クン（森生まさみ著、白泉社、2011年1月、ISBN 4592888413）※解説とイラスト、文庫版1巻のみ[5]

## 寄稿
- 「『たれぱんだ』誕生秘話」『読むパンダ』（白水社、ISBN 4560095957）